# Ährenheide
Die Ährenheide (Erica spiculifolia), auch Siebenbürger Heide genannt, ist eine Pflanzenart aus der Gattung Heidekräuter (Erica) innerhalb der Familie der Heidekrautgewächse (Ericaceae).

## Beschreibung

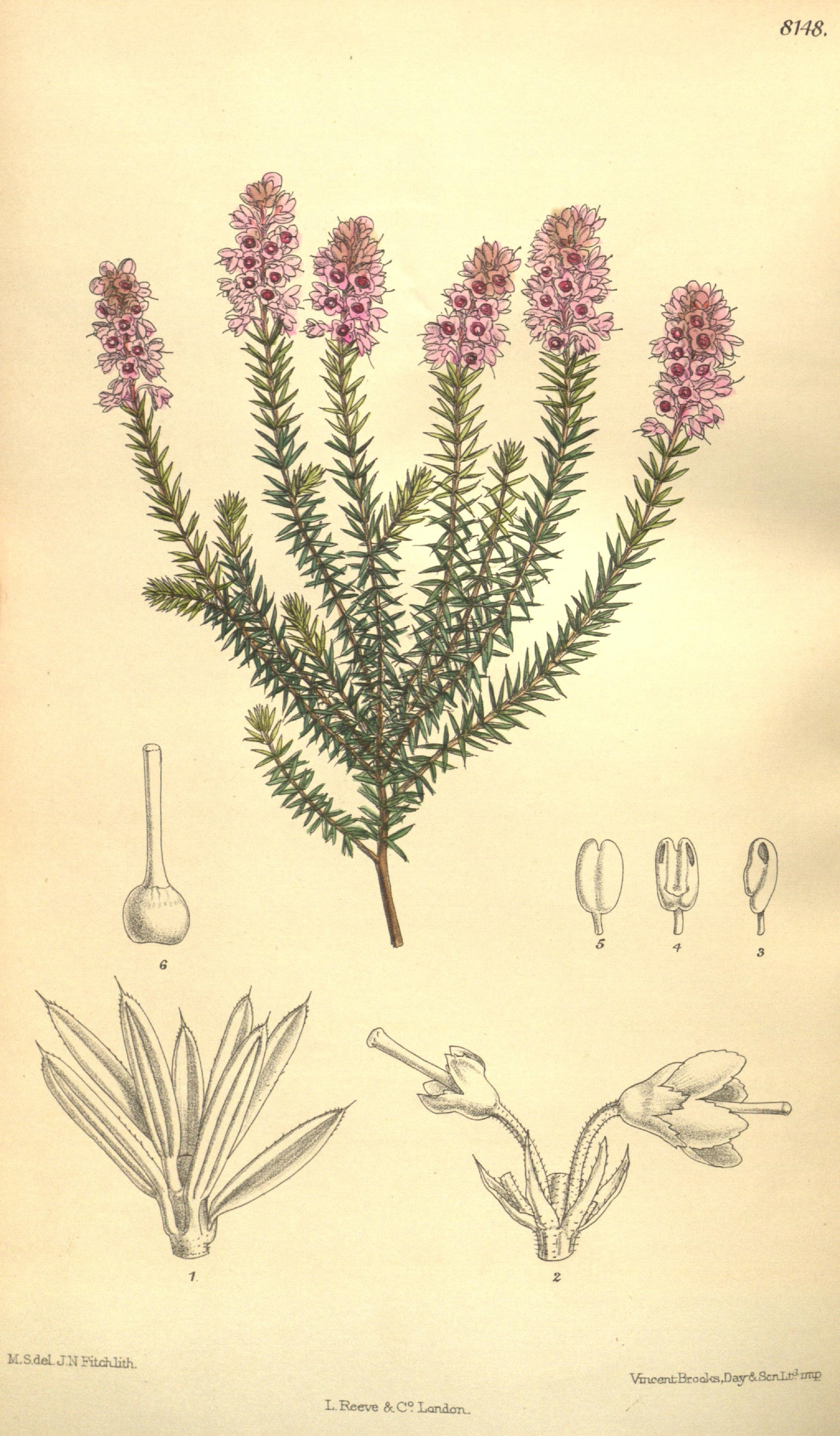
Illustration aus Curtis's botanical Magazine, Tafel 8148

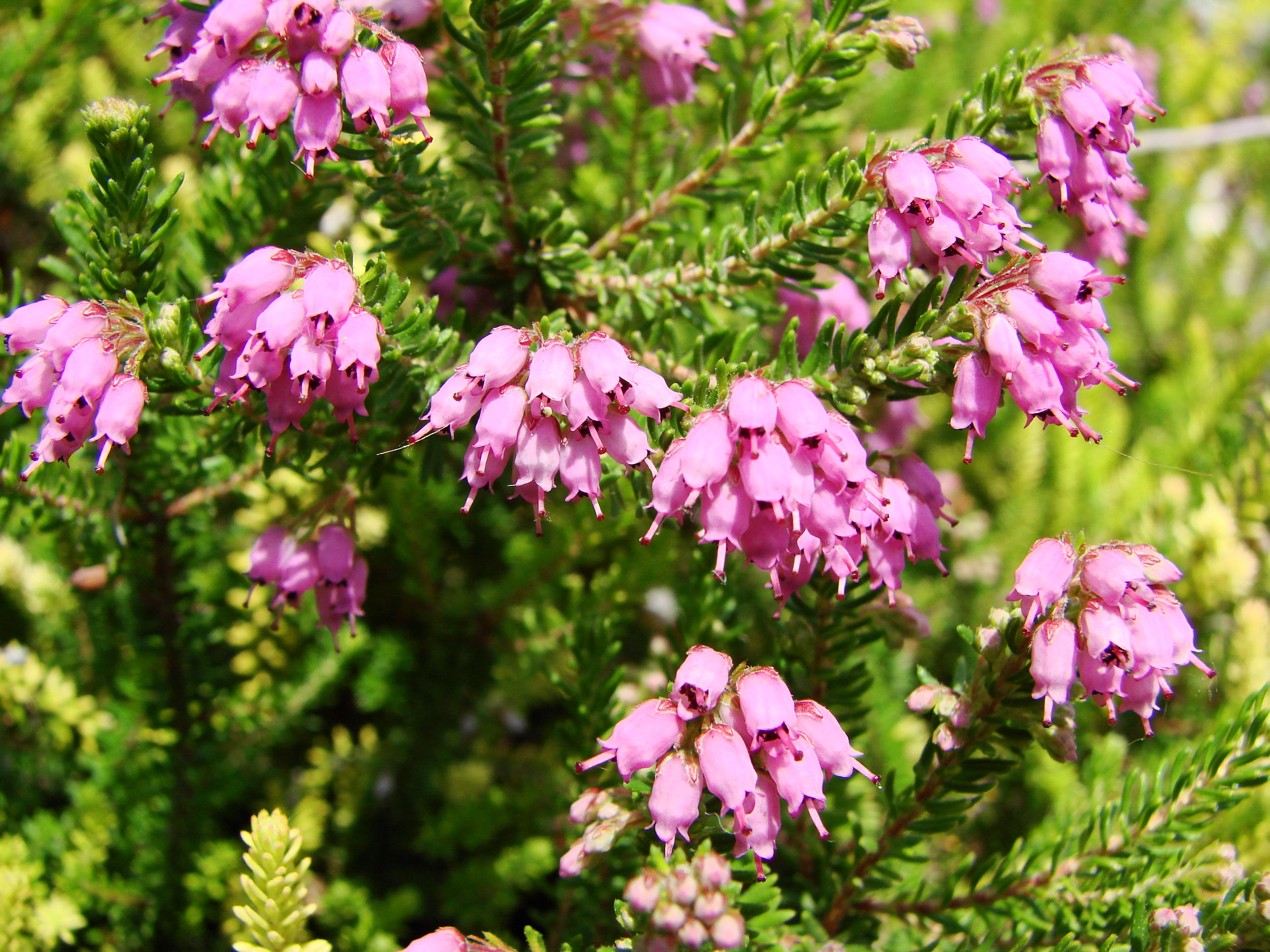
Blütenstände

### Vegetative Merkmale
Die Ährenheide wächst als immergrüner Zwergstrauch und erreicht Wuchshöhen von 10 bis 20 Zentimetern. Die aufsteigenden bis aufrechten Zweige sind dünn und sehr dicht beblättert.
Die gegenständig oder bis zu fünft in Quirlen angeordneten Blätter sind abstehend. Die Blattspreite ist bei einer Länge von 3 bis 6 Millimetern sowie einer Breite von 5 bis 10 Millimetern linealisch, am Rand zurückgerollt und schwach behaart.

### Generative Merkmale
Die Blütezeit reicht Juli bis August. Viele Blüten sind dicht in einem endständigen, 2 bis 3 Zentimeter langen ährigen (traubigen) Blütenstand angeordnet.
Die zwittrige Blüte ist radiärsymmetrisch und vierzählig mit doppelter Blütenhülle. Die vier Kelchblätter sind nur an ihrer Basis verwachsen. Der Blütenkelch und die glockenförmige Blütenkrone sind hell-rosafarben. Die vier Kronblätter sind am Rand gezähnt. Es gibt zwei Kreise mit je vier Staubblättern, die die Blütenkrone nicht überragen. Die Staubbeutel sind ohne Anhängsel.
Die Kapselfrucht ist kahl.

## Vorkommen
Erica spiculifolia kommt vor allem in Südosteuropa in Serbien, Bulgarien, Rumänien, Albanien, Nordmazedonien, in der Ukraine, auf der Krim, im nördlichen Griechenland und in der nördlichen asiatischen Teil der Türkei vor.
Sie gedeiht meist auf feuchten bis nassen subalpine und alpine Wiesen und in lichten Wäldern in Höhenlagen bis zu 2200 Metern.

## Taxonomie
Die Erstveröffentlichung erfolgte 1802 unter dem Namen Erica spiculifolia durch Richard Anthony Salisbury in Transactions of the Linnean Society, Volume 6, Seite 324; dies ist auch der akzeptierte Name.
Sie wurde lange Zeit als einzige Art Bruckenthalia spiculifolia (Salisb.) Rchb. der Gattung Bruckenthalia betrachtet.